# Lorenz Greiner
Lorenz Greiner (* 19. März 1950; † 3. November 2022) war ein deutscher alpiner Skisportler.
Greiner startete für den Verein Chemie Frauenwald. Sein größter Erfolg war Ende Februar 1970 der Gewinn der DDR-Meisterschaft in der Alpinen Kombination in Steinach. 1985 erreichte er in Oberwiesenthal – für die BSG Traktor Oberwiesenthal startend – den dritten Platz der DDR-Meisterschaft im Springen (Freestyle-Skiing). In Oberwiesenthal betrieb er eine Skischule und einen Skiverleih.